# Чемпионат СССР по лёгкой атлетике 1989
Чемпионат СССР по лёгкой атлетике 1989 года проходил с 21 по 24 июля в Горьком на стадионе «Локомотив». Город во второй раз принимал у себя национальное первенство (впервые — в 1943 году). На протяжении четырёх дней были разыграны 38 комплектов медалей.
Радион Гатауллин в третий раз выиграл чемпионат СССР в прыжке с шестом, показав второй результат мирового сезона — 5,90 м (лучший результат года, 5,95 м, на тот момент также принадлежал ему).
20-летняя Ирина Сергеева (Привалова) впервые в карьере стала чемпионкой страны. Будущая звезда мирового спринта выиграла бег на 100 метров, а также эстафету 4×100 метров в составе сборной Москвы.
В тройном прыжке среди мужчин пять участников показали результаты дальше 17 метров, а победу с личным рекордом одержал Владимир Иноземцев — 17,62 м.
Рекордсменка мира в толкании ядра Наталья Лисовская в шестой раз выиграла летний чемпионат страны. Она оказалась единственной, кто отправил снаряд за 20 метров. Для прыгуньи в высоту Тамары Быковой чемпионский титул, завоёванный в Горьком, стал пятым в карьере.
В течение 1989 года в различных городах были проведены также чемпионаты СССР в отдельных дисциплинах лёгкой атлетики:
- 19 февраля — зимний чемпионат СССР по спортивной ходьбе (Сочи)
- 24—26 февраля — зимний чемпионат СССР по метаниям (Адлер)
- 26 февраля — чемпионат СССР по кроссу (Батуми)
- 10—11 июня — чемпионат СССР по многоборьям (Брянск)
- 4—5 августа — чемпионат СССР по спортивной ходьбе (Ленинград)
- 6 августа — чемпионат СССР по бегу на 15 км по шоссе (Могилёв)
- 9 сентября — чемпионат СССР по марафону (Белая Церковь)
- 30 сентября — чемпионат СССР по ходьбе на 20 км среди женщин (Евпатория)

## Призёры

### Мужчины
| Дисциплина                          | Золото                                                                             | Золото             | Серебро                                                                                       | Серебро            | Бронза                                                                                      | Бронза             |
| ----------------------------------- | ---------------------------------------------------------------------------------- | ------------------ | --------------------------------------------------------------------------------------------- | ------------------ | ------------------------------------------------------------------------------------------- | ------------------ |
| 100 м (ветер: +1,4 м/с)             | Игорь Грошев РСФСР Московская область                                              | 10,38              | Андрей Разин РСФСР Пермь                                                                      | 10,55              | Сергей Дёминов РСФСР Тула                                                                   | 10,60              |
| 200 м (ветер: −1,1 м/с)             | Александр Лысенко Украинская ССР Сумы                                              | 21,13              | Владимир Попов Москва                                                                         | 21,30              | Олег Фатун РСФСР Новочеркасск                                                               | 21,31              |
| 400 м                               | Вячеслав Кочерягин Латвийская ССР Даугавпилс                                       | 46,02              | Айвар Оясту Эстонская ССР Таллин                                                              | 46,53              | Александр Курочкин Москва                                                                   | 46,95              |
| 800 м                               | Андрей Судник Белорусская ССР Минск                                                | 1.46,84            | Валерий Стародубцев РСФСР Иркутск                                                             | 1.47,01            | Виктор Калинкин РСФСР Пенза                                                                 | 1.47,13            |
| 1500 м                              | Сергей Мельников РСФСР Рыбинск                                                     | 3.43,91            | Игорь Лоторёв Москва                                                                          | 3.44,40            | Игорь Соглаев РСФСР Новосибирск                                                             | 3.44,54            |
| 5000 м                              | Михаил Дасько Ленинград                                                            | 13.38,71           | Фарид Хайруллин Москва                                                                        | 13.46,97           | Евгений Леонтьев РСФСР Уфа                                                                  | 13.49,84           |
| 10 000 м                            | Николай Чамеев РСФСР Чебоксары                                                     | 28.49,78           | Александр Бурцев Украинская ССР Киев                                                          | 28.50,38           | Олег Стрижаков Грузинская ССР Тбилиси                                                       | 28.55,37           |
| 3000 м с препятствиями              | Валерий Вандяк Украинская ССР Тернополь                                            | 8.34,78            | Иван Дану Украинская ССР Одесса                                                               | 8.35,06            | Иван Коновалов РСФСР Иркутск                                                                | 8.37,05            |
| 110 м с барьерами (ветер: +0,4 м/с) | Владимир Шишкин РСФСР Горький                                                      | 13,51              | Сергей Усов Узбекская ССР Ташкент                                                             | 13,56              | Игорь Казанов Латвийская ССР Даугавпилс                                                     | 13,68              |
| 400 м с барьерами                   | Владимир Будько Белорусская ССР Витебск                                            | 49,73              | Герман Петров Ленинград                                                                       | 49,89              | Николай Талецкий Белорусская ССР Гомель                                                     | 50,21              |
| Прыжок в высоту                     | Рудольф Поварницын Украинская ССР Киев                                             | 2,31 м             | Владимир Корниенко Казахская ССР Чимкент                                                      | 2,25 м             | Игорь Паклин Киргизская ССР Фрунзе                                                          | 2,25 м             |
| Прыжок с шестом                     | Радион Гатауллин Узбекская ССР Ташкент                                             | 5,90 м             | Игорь Потапович Казахская ССР Алма-Ата                                                        | 5,65 м             | Григорий Егоров Казахская ССР Алма-Ата                                                      | 5,60 м             |
| Прыжок в длину                      | Владимир Ратушков Ленинград                                                        | 8,09 м (−0,2 м/с)  | Сергей Лаевский Украинская ССР Днепропетровск                                                 | 8,04 м (−0,6 м/с)  | Леонид Волошин РСФСР Краснодар                                                              | 8,04 м (−0,9 м/с)  |
| Тройной прыжок                      | Владимир Иноземцев Украинская ССР Ворошиловград                                    | 17,62 м (+2,0 м/с) | Олег Сакиркин Казахская ССР Чимкент                                                           | 17,58 м (+1,5 м/с) | Владимир Зубрилин РСФСР Хабаровск                                                           | 17,21 м (+1,7 м/с) |
| Толкание ядра                       | Александр Багач Украинская ССР Киевская область                                    | 21,42 м            | Вячеслав Лыхо РСФСР Московская область                                                        | 20,45 м            | Сергей Смирнов Ленинград                                                                    | 20,37 м            |
| Метание диска                       | Вячеслав Демаков РСФСР Челябинск                                                   | 61,30 м            | Игорь Дугинец Ленинград                                                                       | 60,82 м            | Андрей Кохановский Украинская ССР Днепропетровск                                            | 60,56 м            |
| Метание молота                      | Игорь Астапкович Белорусская ССР Гродно                                            | 81,80 м            | Василий Сидоренко РСФСР Волгоград                                                             | 78,68 м            | Донатас Плунге Литовская ССР Каунас                                                         | 76,42 м            |
| Метание копья                       | Виктор Евсюков Казахская ССР Алма-Ата                                              | 80,54 м            | Марек Калета Эстонская ССР Таллин                                                             | 80,50 м            | Владимир Сасимович Белорусская ССР Минск                                                    | 79,96 м            |
| Эстафета 4×100 м                    | Москва Александр Громыко Владимир Попов Вадим Давыдов Андрей Федорив               | 40,15              | Белорусская ССР · Андрей Черкашин · Александр Старовойтов · Олег Лемешевский · Александр Кныш | 40,19              | Украинская ССР · Александр Бортюк · Александр Надуда · Николай Разгонов · Александр Лысенко | 40,23              |
| Эстафета 4×400 м                    | РСФСР · Алексей Петухов · Пётр Ханьжин · Александр Герасимов · Валерий Стародубцев | 3.08,82            | Москва Сергей Буйко Максим Марченко Максим Куприянов Олег Сингатуллин                         | 3.09,17            | Украинская ССР · Александр Ураскин · Виталий Твердохлеб · Олег Азаров · Владислав Жеребятин | 3.09,61            |

### Женщины
| Дисциплина                          | Золото                                                                           | Золото            | Серебро                                                                           | Серебро           | Бронза                                                                                      | Бронза            |
| ----------------------------------- | -------------------------------------------------------------------------------- | ----------------- | --------------------------------------------------------------------------------- | ----------------- | ------------------------------------------------------------------------------------------- | ----------------- |
| 100 м (ветер: +1,8 м/с)             | Ирина Сергеева Москва                                                            | 11,33             | Надежда Рощупкина РСФСР Тула                                                      | 11,44             | Татьяна Папилина РСФСР Московская область                                                   | 11,46             |
| 200 м (ветер: −0,6 м/с)             | Татьяна Папилина РСФСР Московская область                                        | 23,06             | Наталья Ковтун РСФСР Тула                                                         | 23,16             | Елена Быкова РСФСР Московская область                                                       | 23,23             |
| 400 м                               | Марина Шмонина Узбекская ССР Ташкент                                             | 51,14             | Елена Рузина РСФСР Воронеж                                                        | 51,37             | Людмила Джигалова Украинская ССР Харьков                                                    | 51,81             |
| 800 м                               | Даля Матусявичене Литовская ССР Вильнюс                                          | 1.58,82           | Инна Евсеева Украинская ССР Житомир                                               | 1.59,75           | Вера Чувашёва РСФСР Курган                                                                  | 1.59,88           |
| 1500 м                              | Екатерина Подкопаева РСФСР Московская область                                    | 4.08,04           | Любовь Кремлёва РСФСР Московская область                                          | 4.10,12           | Ольга Нелюбова РСФСР Московская область                                                     | 4.10,87           |
| 3000 м                              | Татьяна Позднякова РСФСР Улан-Удэ                                                | 8.47,01           | Тамара Коба Украинская ССР Днепропетровск                                         | 8.47,99           | Любовь Кремлёва РСФСР Московская область                                                    | 8.52,99           |
| 5000 м                              | Татьяна Позднякова РСФСР Улан-Удэ                                                | 15.16,37          | Тамара Коба Украинская ССР Днепропетровск                                         | 15.21,73          | Надежда Степанова РСФСР Стерлитамак                                                         | 15.24,65          |
| 10 000 м                            | Наталья Сорокивская Казахская ССР Алма-Ата                                       | 32.17,91          | Надежда Ильина РСФСР Чебоксары                                                    | 32.19,54          | Елена Толстогузова РСФСР Свердловск                                                         | 32.23,77          |
| 2000 м с препятствиями              | Ирина Можарова РСФСР Саратов                                                     | 6.17,80           | Светлана Рогова РСФСР Нальчик                                                     | 6.18,67           | Стефания Статкувене Литовская ССР Шяуляй                                                    | 6.22,03           |
| 100 м с барьерами (ветер: +0,2 м/с) | Лидия Около-Кулак Белорусская ССР Могилёв                                        | 12,80             | Ева Соколова Ленинград                                                            | 12,90             | Галина Хаустова РСФСР Нальчик                                                               | 12,99             |
| 400 м с барьерами                   | Татьяна Ледовская Белорусская ССР Минск                                          | 54,85             | Маргарита Хромова Ленинград                                                       | 54,98             | Вера Ордина Ленинград                                                                       | 55,90             |
| Прыжок в высоту                     | Тамара Быкова Москва                                                             | 1,94 м            | Валентина Готовская Латвийская ССР Краслава                                       | 1,91 м            | Марина Дюжова Москва                                                                        | 1,91 м            |
| Прыжок в длину                      | Лариса Бережная Украинская ССР Киевская область                                  | 6,95 м (+0,4 м/с) | Инесса Кравец Украинская ССР Киев                                                 | 6,81 м (+0,9 м/с) | Анна Деревянкина Москва                                                                     | 6,73 м (+0,4 м/с) |
| Толкание ядра                       | Наталья Лисовская Москва                                                         | 20,30 м           | Лариса Пелешенко Ленинград                                                        | 19,54 м           | Елена Ортина Москва                                                                         | 18,52 м           |
| Метание диска                       | Ольга Давыдова РСФСР Волгоград                                                   | 66,64 м           | Антонина Патока Ленинград                                                         | 63,30 м           | Лариса Михальченко Украинская ССР Харьков                                                   | 62,54 м           |
| Метание копья                       | Наталья Ермолович Белорусская ССР Могилёв                                        | 63,20 м           | Екатерина Ивакина Ленинград                                                       | 61,48 м           | Елена Медведева Москва                                                                      | 61,02 м           |
| Эстафета 4×100 м                    | Москва Марина Маркина Наталья Воронова Ольга Золотарёва Ирина Сергеева           | 43,27             | РСФСР · Надежда Рощупкина · Галина Мальчугина · Наталья Ковтун · Татьяна Папилина | 43,38             | Украинская ССР · Наталья Григорьева · Наталья Колованова · Ирина Слюсарь · Антонина Слюсарь | 45,24             |
| Эстафета 4×400 м                    | РСФСР · Елена Виноградова · Наталья Князькова · Татьяна Алексеева · Елена Рузина | 3.31,92           | Москва Ирина Радеева Галина Резникова Елена Дидиленко Любовь Цёма                 | 3.32,36           | Украинская ССР · Марина Котенёва · Людмила Ходасевич · Людмила Кощей · Людмила Джигалова    | 3.37,15           |

## Зимний чемпионат СССР по спортивной ходьбе
Зимний чемпионат СССР по спортивной ходьбе прошёл 19 февраля в Сочи. Участники соревновались на круговой трассе длиной 2,5 км, проложенной по улице Чайковского. На чемпионате были побиты сразу два высших мировых достижения: Евгений Мисюля стал первым человеком в истории спортивной ходьбы, преодолевшим 20 км быстрее 1 часа 19 минут — 1:18.54. На редко проводимой дистанции 30 км рекордный результат показал Андрей Перлов — 2:02.41.

### Мужчины
| Дисциплина      | Золото                               | Золото  | Серебро                                | Серебро | Бронза                                    | Бронза  |
| --------------- | ------------------------------------ | ------- | -------------------------------------- | ------- | ----------------------------------------- | ------- |
| Ходьба на 20 км | Евгений Мисюля Белорусская ССР Минск | 1:18.54 | Валдас Казлаускас Литовская ССР Каунас | 1:19.29 | Франц Костюкевич Белорусская ССР Минск    | 1:20.36 |
| Ходьба на 30 км | Андрей Перлов РСФСР Новосибирск      | 2:02.41 | Виталий Мацко Ленинград                | 2:04.30 | Александр Поташёв Белорусская ССР Витебск | 2:04.50 |

### Женщины
| Дисциплина      | Золото                          | Золото | Серебро                                  | Серебро | Бронза                           | Бронза |
| --------------- | ------------------------------- | ------ | ---------------------------------------- | ------- | -------------------------------- | ------ |
| Ходьба на 10 км | Надежда Ряшкина РСФСР Череповец | 43.38  | Наталья Сербиненко Украинская ССР Донецк | 43.47   | Тамара Коваленко РСФСР Ярославль | 44.14  |

## Зимний чемпионат СССР по метаниям
Зимний чемпионат СССР по метаниям прошёл 24—26 февраля в Адлере на стадионах «Трудовые резервы» и ВДФСО Профсоюзов. В 1989 году впервые в программу чемпионата страны было включено женское метание молота. Высокие результаты показали копьеметатели. Наталья Шиколенко в квалификации отправила снаряд на 69,38 м — третий результат в истории страны. 19-летний Дмитрий Полюнин впервые в карьере преодолел 80-метровый рубеж, став вторым с результатом 80,90 м.

### Мужчины
| Дисциплина     | Золото                                   | Золото  | Серебро                               | Серебро | Бронза                                     | Бронза  |
| -------------- | ---------------------------------------- | ------- | ------------------------------------- | ------- | ------------------------------------------ | ------- |
| Метание диска  | Андрей Кузянин Москва                    | 63,22 м | Юрий Думчев Москва                    | 62,12 м | Георгий Колноотченко Белорусская ССР Минск | 60,82 м |
| Метание молота | Андрей Абдувалиев Таджикская ССР Душанбе | 81,00 м | Сергей Алай Белорусская ССР Минск     | 78,74 м | Игорь Никулин Ленинград                    | 78,40 м |
| Метание копья  | Виктор Зайцев Узбекская ССР Ташкент      | 81,34 м | Дмитрий Полюнин Узбекская ССР Ташкент | 80,90 м | Олег Пахоль РСФСР Волгоград                | 79,60 м |

### Женщины
| Дисциплина     | Золото                                  | Золото  | Серебро                             | Серебро | Бронза                                 | Бронза  |
| -------------- | --------------------------------------- | ------- | ----------------------------------- | ------- | -------------------------------------- | ------- |
| Метание диска  | Ольга Давыдова РСФСР Волгоград          | 64,28 м | Антонина Патока Ленинград           | 61,06 м | Ирина Хваль Москва                     | 60,76 м |
| Метание молота | Любовь Васильева Москва                 | 57,78 м | Алла Фёдорова Киргизская ССР Фрунзе | 56,74 м | Елена Пичугина Москва                  | 55,78 м |
| Метание копья  | Наталья Шиколенко Белорусская ССР Минск | 64,94 м | Екатерина Ивакина Ленинград         | 63,08 м | Тересе Некрошайте Литовская ССР Каунас | 62,22 м |

## Чемпионат СССР по кроссу
Чемпионат СССР по кроссу 1989 года состоялся 26 февраля в Батуми, Грузинская ССР.

### Мужчины
| Дисциплина  | Золото                                | Золото | Серебро                                | Серебро | Бронза                       | Бронза |
| ----------- | ------------------------------------- | ------ | -------------------------------------- | ------- | ---------------------------- | ------ |
| Кросс 12 км | Равиль Кашапов РСФСР Набережные Челны | 36.45  | Владимир Майфат Казахская ССР Алма-Ата | 36.45   | Евгений Окороков РСФСР Томск | 36.46  |

### Женщины
| Дисциплина | Золото                            | Золото | Серебро                                    | Серебро | Бронза                         | Бронза |
| ---------- | --------------------------------- | ------ | ------------------------------------------ | ------- | ------------------------------ | ------ |
| Кросс 5 км | Татьяна Позднякова РСФСР Улан-Удэ | 16.08  | Наталья Сорокивская Казахская ССР Алма-Ата | 16.09   | Надежда Ильина РСФСР Чебоксары | 16.12  |

## Чемпионат СССР по многоборьям
Чемпионы страны в мужском десятиборье и женском семиборье определились 10—11 июня 1989 года в Брянске на стадионе «Десна». Лариса Никитина установила новый рекорд Европы и стала второй многоборкой в истории лёгкой атлетики (после рекордсменки мира Джекки Джойнер-Керси), набравшей более 7000 очков. Победная сумма в 7007 очков сложилась из следующих результатов в отдельных видах: 100 м с барьерами — 13,40, прыжок в высоту — 1,89 м, толкание ядра — 16,45 м, 200 м — 23,97, прыжок в длину — 6,73 м, метание копья — 53,94 м, 800 м — 2.15,31.

### Мужчины
| Дисциплина  | Золото                             | Золото     | Серебро                        | Серебро   | Бронза                               | Бронза     |
| ----------- | ---------------------------------- | ---------- | ------------------------------ | --------- | ------------------------------------ | ---------- |
| Десятиборье | Михаил Медведь Украинская ССР Киев | 8275 очков | Роман Терехов РСФСР Ставрополь | 8192 очка | Анатолий Газюра Украинская ССР Львов | 8120 очков |

### Женщины
| Дисциплина | Золото                 | Золото     | Серебро                                  | Серебро   | Бронза                          | Бронза    |
| ---------- | ---------------------- | ---------- | ---------------------------------------- | --------- | ------------------------------- | --------- |
| Семиборье  | Лариса Никитина Москва | 7007 очков | Ремигия Назаровене Литовская ССР Вильнюс | 6604 очка | Наталья Шубенкова РСФСР Барнаул | 6551 очко |

## Чемпионат СССР по спортивной ходьбе
Чемпионат СССР по спортивной ходьбе состоялся 4—5 августа 1989 года в Ленинграде. Соревнования прошли в Приморском парке Победы. В заходе на 50 км у мужчин Андрей Перлов опередил серебряного призёра более чем на 6 минут и установил новое высшее мировое достижение — 3:37.41. Предыдущий рекорд Рональда Вайгеля из ГДР был улучшен на 36 секунд.

### Мужчины
| Дисциплина      | Золото                           | Золото  | Серебро                        | Серебро | Бронза                                 | Бронза  |
| --------------- | -------------------------------- | ------- | ------------------------------ | ------- | -------------------------------------- | ------- |
| Ходьба на 20 км | Владимир Андреев РСФСР Чебоксары | 1:20.08 | Григорий Корнев РСФСР Кемерово | 1:20.11 | Евгений Заикин Ленинград               | 1:20.22 |
| Ходьба на 50 км | Андрей Перлов РСФСР Новосибирск  | 3:37.41 | Виталий Мацко Ленинград        | 3:43.57 | Виталий Попович Украинская ССР Бровары | 3:43.57 |

### Женщины
| Дисциплина      | Золото                      | Золото | Серебро                       | Серебро | Бронза                           | Бронза |
| --------------- | --------------------------- | ------ | ----------------------------- | ------- | -------------------------------- | ------ |
| Ходьба на 10 км | Вера Маколова РСФСР Саранск | 43.04  | Алина Иванова РСФСР Чебоксары | 43.27   | Тамара Коваленко РСФСР Ярославль | 43.33  |

## Чемпионат СССР по бегу на 15 км по шоссе
Чемпионат СССР по бегу на 15 км по шоссе прошёл 6 августа 1989 года в Могилёве, Белорусская ССР. Виктор Гураль в третий раз подряд выиграл звание чемпиона страны в беге по шоссе.

### Мужчины
| Дисциплина | Золото                             | Золото | Серебро                  | Серебро | Бронза                                | Бронза |
| ---------- | ---------------------------------- | ------ | ------------------------ | ------- | ------------------------------------- | ------ |
| 15 км      | Виктор Гураль Украинская ССР Львов | 44.11  | Леонид Тихонов Ленинград | 44.11   | Сергей Руденко Казахская ССР Алма-Ата | 44.12  |

### Женщины
| Дисциплина | Золото                              | Золото | Серебро                                | Серебро | Бронза                                     | Бронза |
| ---------- | ----------------------------------- | ------ | -------------------------------------- | ------- | ------------------------------------------ | ------ |
| 15 км      | Надежда Степанова РСФСР Стерлитамак | 49.04  | Фирая Султанова РСФСР Набережные Челны | 49.08   | Екатерина Храменкова Белорусская ССР Минск | 49.13  |

## Чемпионат СССР по марафону
Чемпионат СССР по марафону состоялся 9 сентября 1989 года в городе Белая Церковь, Украинская ССР.

### Мужчины
| Дисциплина | Золото                                  | Золото  | Серебро                | Серебро | Бронза                      | Бронза  |
| ---------- | --------------------------------------- | ------- | ---------------------- | ------- | --------------------------- | ------- |
| Марафон    | Виктор Мозговой Белорусская ССР Могилёв | 2:13.16 | Юрий Казьмин Ленинград | 2:13.47 | Юрий Поротов РСФСР Кемерово | 2:14.05 |

### Женщины
| Дисциплина | Золото                                 | Золото  | Серебро                              | Серебро | Бронза                                  | Бронза  |
| ---------- | -------------------------------------- | ------- | ------------------------------------ | ------- | --------------------------------------- | ------- |
| Марафон    | Любовь Клочко Украинская ССР Запорожье | 2:28.47 | Татьяна Зуева Молдавская ССР Бендеры | 2:31.20 | Татьяна Гриднева Казахская ССР Алма-Ата | 2:34.13 |

## Чемпионат СССР по ходьбе на 20 км среди женщин
Чемпионат СССР по ходьбе на 20 км среди женщин состоялся 30 сентября 1989 года в Евпатории, Украинская ССР. Соревнования прошли во второй раз и вновь, как и год назад, на них было установлено высшее европейское достижение. Лучший результат в истории континента показала новая чемпионка страны Ольга Кардопольцева — 1:31.59.

### Женщины
| Дисциплина      | Золото                                    | Золото  | Серебро                       | Серебро | Бронза                      | Бронза  |
| --------------- | ----------------------------------------- | ------- | ----------------------------- | ------- | --------------------------- | ------- |
| Ходьба на 20 км | Ольга Кардопольцева Белорусская ССР Брест | 1:31.59 | Нина Галянина РСФСР Череповец | 1:34.16 | Елена Сайко РСФСР Челябинск | 1:34.33 |